# Kinematografia (album)
Kinematografia – debiutancki album studyjny polskiego zespołu hip-hopowego Paktofonika. Wydawnictwo ukazało się 18 grudnia 2000 roku nakładem wytwórni muzycznej Gigant Records. Członkowie Paktofoniki (Rahim, Magik oraz Fokus), zbierali materiał na płytę od początku istnienia składu (tj. od 1998), czyli ponad dwa lata. Płytę poprzedził wydany 1 listopada 2000 roku singel pt. „Ja to ja”.
Nagrania dotarły do 2. miejsca listy OLiS. Album otrzymał nagrodę polskiego przemysłu fonograficznego Fryderyka w kategorii „najlepszy album hip-hop”. Z kolei pochodzący z albumu utwór pt. „Chwile ulotne” znalazł się na liście „120 najważniejszych polskich utworów hip-hopowych” według serwisu T-Mobile Music.
Album w styczniu 2021 roku uzyskał certyfikat platynowej płyty.
Pochodzące z płyty piosenki „Jestem Bogiem” i „Rób co chcesz” zostały wykorzystane w 2003 roku w filmie obyczajowym Powiedz to, Gabi w reżyserii Rolanda Rowińskiego.

## Charakterystyka płyty
Kinematografię charakteryzuje połączenie trzech różnych stylów jej autorów. Tematy poruszane w utworach następująco opisał Rahim: „Rymujemy o hardkorach, które zachodzą w nas (...) to trudne, bo w kawałku musisz dać wszystko z siebie, rymujesz o sobie”. Każdy utwór zawiera w sobie konkretny, oddzielny przekaz i stąd nazwa albumu  – „Kinematografia”, czyli „filmy” na różne tematy.

## Lista utworów
Opracowano na podstawie materiału źródłowego.
| #  | Tytuł                                                                      | Produkcja    | Długość |
| -- | -------------------------------------------------------------------------- | ------------ | ------- |
| 1  | Fokus – „Na mocy paktu”[A]                                                 | Rahim        | 1:00    |
| 2  | Fokus, Magik, Rahim – „Priorytety”                                         | Magik, Fokus | 5:14    |
| 3  | Fokus, Magik, Rahim – „Gdyby...”                                           | Magik        | 3:21    |
| 4  | Fokus, Magik, Rahim – „Ja to ja” (gościnnie: Gutek)                        | Jajonasz     | 4:58    |
| 5  | Fokus – „Powierzchnie tnące”[B]                                            | Fokus        | 3:35    |
| 6  | Fokus, Magik, Rahim – „ToNieMy”                                            | Magik        | 3:46    |
| 7  | Fokus, Magik, Rahim – „Popatrz (uliczny reportaż z dworca)”                | —            | 2:16    |
| 8  | Fokus, Magik, Rahim – „Chwile ulotne”[D]                                   | Fokus        | 4:36    |
| 9  | Magik – „WC [Sot]”                                                         | Rahim        | 0:49    |
| 10 | Magik – „Nowiny”[E]                                                        | Beny         | 3:44    |
| 11 | Fokus, Magik, Rahim – „Nie ma mnie dla nikogo”[F]                          | Fokus        | 6:00    |
| 12 | Fokus, Magik, Rahim – „Jestem Bogiem”[G]                                   | Kipper       | 3:21    |
| 13 | Fokus, Magik, Rahim – „Lepiej być nie może”                                | Fokus        | 4:58    |
| 14 | Fokus, Magik, Rahim – „Rób co chcesz”                                      | Beny         | 5:47    |
| 15 | Rahim – „W moich kręgach”[H]                                               | Rahim        | 4:00    |
| 16 | Fokus, Magik, Rahim – „2 kilo” (gościnnie: OnAnOn, Laki, Dike, Lelo, Kams) | Paul D.      | 13:03   |

Notatki
- A^ W utworze zostały wykorzystane sample z piosenki „Those Were The Days My Friend” z repertuaru Mary Hopkin[12].
- B^ W utworze zostały wykorzystane sample z piosenki „Ensemble” z repertuaru Salvatora Adamo[12].
- C^ W utworze zostały wykorzystane sample z piosenki „Tyle słońca w całym mieście” z repertuaru Anny Jantar[12].
- D^ W utworze zostały wykorzystane sample z piosenek „Ain’t No Sunshine” z repertuaru Billa Withersa i „Mamy po dwadzieścia lat” Haliny Benedyk[12].
- E^ W utworze zostały wykorzystane sample z piosenki „Suzanna” z repertuaru The Art Company[12].
- F^ W utworze zostały wykorzystane sample z piosenki „Pour Vivre Heureux” z repertuaru Udo Jürgensa.
- G^ W utworze zostały wykorzystane sample z piosenki „(Nothing Serious) Just Buggin'” z repertuaru Whistle[12].
- H^ W utworze zostały wykorzystane sample z piosenki „Między nami” z repertuaru Wolnej Grupy Bukowina.

## Twórcy
Opracowano na podstawie materiału źródłowego.
- Wojciech „Fokus” Alszer – rap (1-8, 11-14, 16), słowa, produkcja (2, 5, 8, 11, 13)
- Piotr „Magik” Łuszcz – rap (2-4, 6-14, 16), słowa, produkcja (2-3, 6)
- Sebastian „Rahim” Salbert – rap (2-4, 6-8, 11-16), słowa, produkcja (1, 9, 15)
- Sebastian „DJ Bambus” Michalski – skrecze (2-6, 10, 12, 14-15)
- Marcin „Sot” Zięba – beatbox (7, 9)
- Piotr „Gutek” Gutkowski – śpiew (4), słowa (4)
- Rafał „Jajonasz” Łukaszczyk – produkcja (4)
- „DJ Senior Junior” – skrecze (11, 16)
- Michał „Beny” Bębenek – produkcja (10, 14)
- Dariusz „Kipper” Łamacz – produkcja (12)
- Paul „Paul D.” Damerau (OnAnOn) – rap (16), słowa (16), produkcja (16)
- Daniel „Terence Chill” Marré (OnAnOn) – rap (16), słowa (16)
- Evangelos „Laki” Polychronidis – rap (16), słowa (16)
- Dike Uchegbu – rap (16), słowa (16)
- Radosław „Kams” Kamycki – rap (16), słowa (16)
- Łukasz „Lelo” Brząkała – rap (16), słowa (16)